# Rolf Martin Theodor Dahlgren
Pour les articles homonymes, voir Dahlgren.
Rolf Martin Theodor Dahlgren, né à Örebro en 1932 et mort en Scanie en 1987 est un botaniste danois, professeur à l'Université de Copenhague de 1973 à sa mort.

## Biographie
Rolf Martin Theodor Dahlgren travaille sur l'Afrique du Sud au cours d'expéditions à la découverte de plantes entre 1956-57 et 1965-66, alors affilié au Musée botanique de Lund docent. En 1973, il devient professeur de botanique à l'Université de Copenhague.
Il est l'auteur de la classification de Dahlgren, une des grandes classifications classiques des plantes à fleurs (Angiospermes). Ici, il a développé un système basé sur un nombre plus important de caractères simultanés par rapport aux systèmes précédents, notamment grâce à de nombreuses analyses chimiques pour mettre en évidence les ressemblances entre les plantes. Bien que le système ait d'abord été présenté en danois, son travail a rapidement gagné une large acceptation, notamment en raison des diagrammes instructifs, dits "Dahlgrenograms". Son travail sur la classification des familles chez les Monocotylédones, publié avec Harold Trevor Clifford (es) et Peter Yeo, a eu une influence profonde et dans l'ère moléculaire.
En 1986, il est élu membre de l'Académie royale des sciences suédoise.
Rolf Martin Theodor Dahlgren est mort à 54 ans à la suite d'un accident de voiture en Scanie (Suède).
Un symposium est dédié à la mémoire de Rolf Dahlgren à Berlin, en Allemagne, plus tard en 1987.